# Electribius crowsoni
Electribius crowsoni är en skalbaggsart som beskrevs av Lawrence 1995. Electribius crowsoni ingår i släktet Electribius och familjen Artematopodidae. Inga underarter finns listade i Catalogue of Life.